# Moropsyche inachos
Moropsyche inachos is een schietmot uit de familie Apataniidae. De soort komt voor in het Oriëntaals gebied.